# Alta Ski Area

Alta Ski Area est une station de ski de l'Utah aux États-Unis,  située dans les monts Wasatch, à 20 km à l'est de Salt Lake City. Le domaine skiable couvre une surface de 9 km² desservi par une dizaine de remontées mécaniques. Son altitude varie de 2600 à 3200 m.
Cette station est particulièrement réputée pour ses zones hors-pistes et pour la qualité de sa neige qui tombe en abondance (plus de 17m de chutes de neige cumulées pour la saison 2007-2008).
Alta est l'une des plus anciennes stations de ski américaines. Sa première remontée mécanique a ouvert en 1939.
Une des particularités d'Alta est d'être totalement interdite au surf des neiges. Seuls les skieurs peuvent y pénétrer. Cette interdiction a été portée devant les tribunaux en 2016, les snowboarders jugeant la mesure discriminatoire. Alta n’est pas la seule à appliquer ce genre d’interdictions, puisque les stations de Deer Valley et de Mad River Glenn en font de même.
Aucun système de sécurité n'équipe les télésièges de la station et les pentes desservies sont particulièrement raides. Cela en fait une station très sélective, réservée aux skieurs expérimentés.